# Luigi Bazzoni
Luigi Bazzoni (* 25. Juni 1929 in Salsomaggiore, Provinz Parma; † 1. März 2012 ebenda) war ein italienischer Filmregisseur und Drehbuchautor.

## Leben
Bazzoni, der seine Ausbildung bei Roms Cinecittà absolvierte und zunächst in Architektur abschloss, widmete sich danach der Regie. Nach zahlreichen Dokumentar-Kurzfilmen arbeitete er im Spielfilmbereich von 1958 bis 1962 als Regieassistent; bekannt wurde er als Regisseur hauptsächlich durch seine Adaption des Carmen-Stoffes, den er 1967 als Italowestern verfilmte. Er drehte daneben eine Handvoll weiterer Filme, die mäßigen Erfolg hatten.

## Filmografie
- 1965: La donna del lago
- 1967: Mit Django kam der Tod (L'uomo, l'orgoglio, la vendetta)
- 1971: Ein schwarzer Tag für den Widder (Giornata nera per l'ariete)
- 1973: Blu Gang
- 1975: Spuren auf dem Mond (Le orme)
- 1983: Roma imago urbis (Dokumentarfilm)